# Liste der Biografien/Bev
Liste der Biografien |
Portal Biografien |
Personensuche
# |
A |
B |
C |
D |
E |
F |
G |
H |
I |
J |
K |
L |
M |
N |
O |
P |
Q |
R |
S |
T |
U |
V |
W |
X |
Y |
Z |
?
 
Ba |
Be |
Bd |
Bg |
Bh |
Bi |
Bj |
Bl |
Bm |
Bn |
Bo |
Br |
Bs |
Bu |
Bw |
By |
Bz
 
Bea–Beb |
Bec |
Bed |
Bee |
Bef |
Beg |
Beh |
Bei |
Bej |
Bek |
Bel |
Bem |
Ben |
Beo |
Bep |
Beq |
Ber |
Bes |
Bet |
Beu |
Bev |
Bew |
Bex |
Bey |
Bez
Die Liste der Biografien führt alle Personen auf, die in der deutschsprachigen Wikipedia einen Artikel haben. Dieses ist eine Teilliste mit 116 Einträgen von Personen, deren Namen mit den Buchstaben „Bev“ beginnt.

## Bev

### Beva
- Bevab, Ervin (* 1991), österreichischer Fußballspieler und -trainer
- Bevalet, Antoine Germain († 1864), französischer Tiermaler
- Bevalet, Louis Victor (1808–1887), französischer Tiermaler und Tierpräparator
- Bevan, Alick (1915–1945), britischer Radrennfahrer
- Bevan, Aneurin (1897–1960), britischer Politiker
- Bevan, Antony (1911–1971), britischer Autorennfahrer
- Bevan, Bev (* 1945), britischer SchlagzeugerBev Bevan (* 1945)

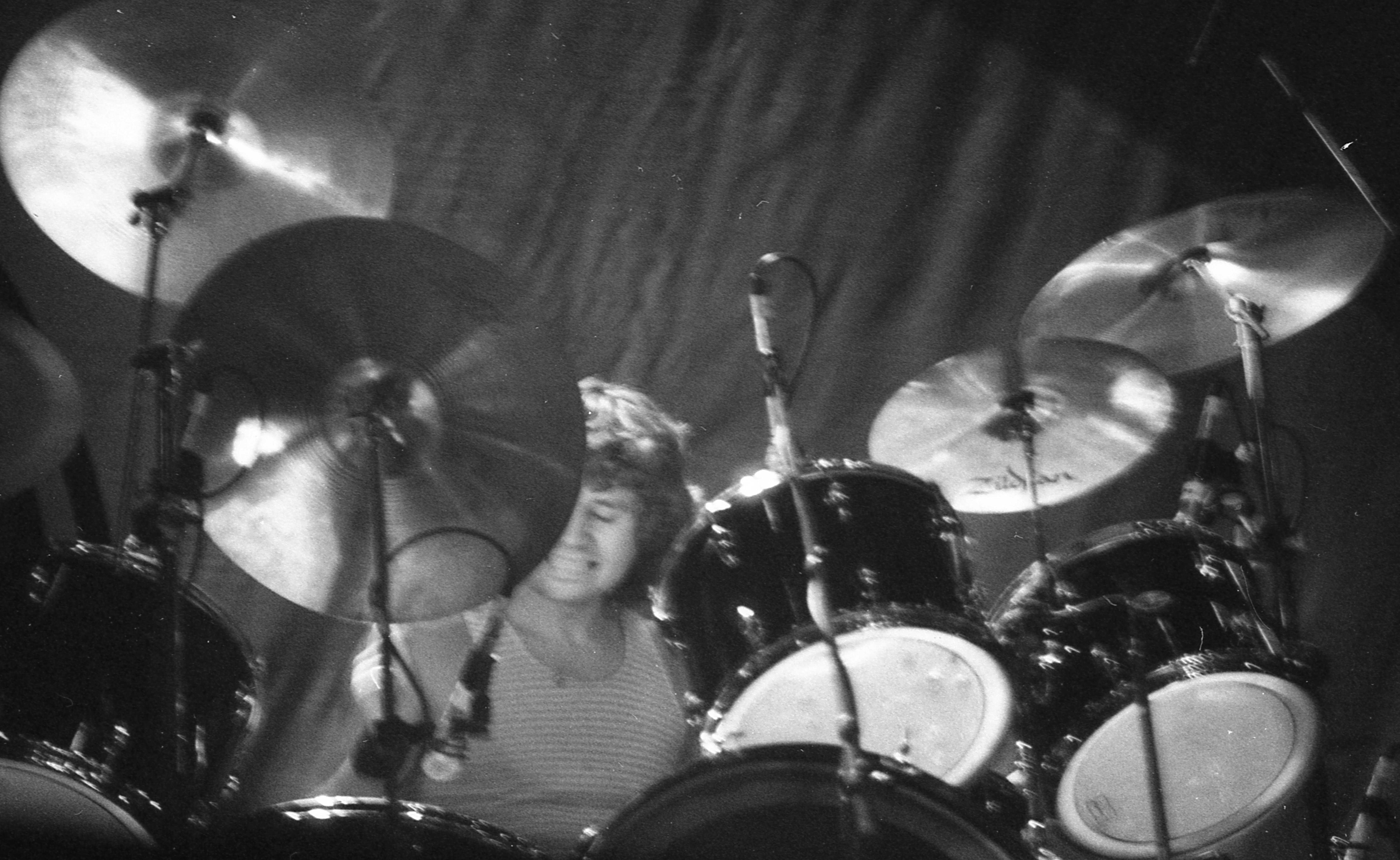
Bev Bevan (* 1945)

- Bevan, Billy (1887–1957), australischer Filmschauspieler und Komödiant
- Bevan, Bridget († 1779), walisische Pädagogin und Wohltäterin
- Bevan, Brinn (* 1997), britischer Kunstturner
- Bevan, Daisy (* 1992), britische Schauspielerin
- Bevan, Edward (1907–1988), britischer Ruderer und Arzt
- Bevan, Edward John (1856–1921), britischer Chemiker
- Bevan, Emily (* 1982), britische Schauspielerin
- Bevan, John (1948–1986), walisischer Rugbyspieler und -trainer
- Bevan, June (* 1931), australische Badmintonspielerin
- Bevan, Kelsey (* 1990), neuseeländische Ruderin
- Bevan, Myer (* 1997), neuseeländisch-kanadischer Fußballspieler
- Bevan, Sophie (* 1983), britische Opernsängerin (Sopran)
- Bevan, Stan (1901–1987), australischer Politiker der Labour Party, Abgeordneter und Gewerkschaftsfunktionär
- Bevan, Tim (* 1958), neuseeländischer FilmproduzentTim Bevan (* 1958)

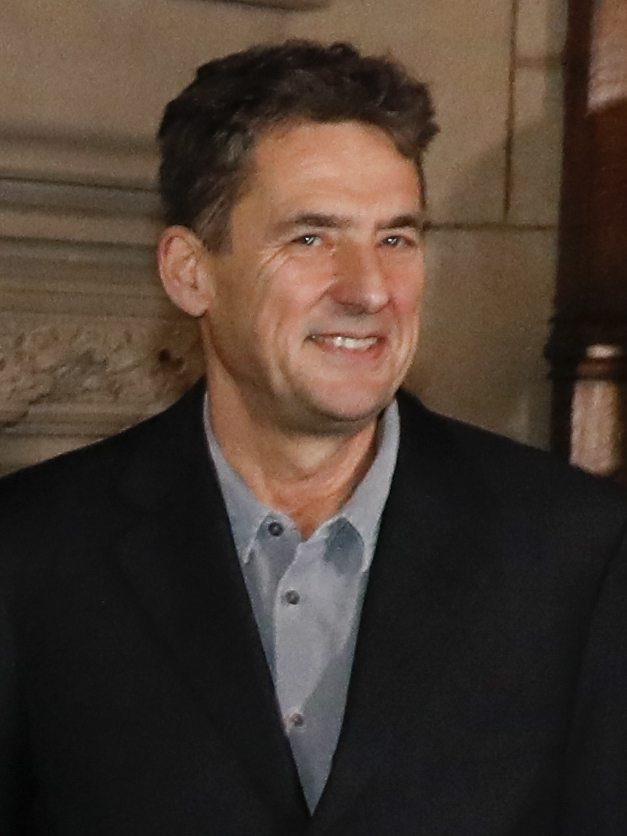
Tim Bevan (* 1958)

- Bevan, Tony (* 1951), britischer zeitgenössischer Maler
- Bevan, Tony (* 1956), britischer Jazz-Saxophonist
- Bevanda, Ivano (* 2007), schwedischer Leichtathlet
- Bevanda, Tomislav (* 1961), kroatischer Basketballspieler und -trainer
- Bevanda, Vjekoslav (* 1956), bosnisch-herzegowinischer Politiker und Bankmanager
- Bevans, Clem (1879–1963), US-amerikanischer Schauspieler
- Bevans, Philippa (1913–1968), britische Schauspielerin
- Bevard, Herbert Armstrong (* 1946), US-amerikanischer Geistlicher und römisch-katholischer Bischof von Saint Thomas

### Beve
- Beven, Brad (* 1969), australischer Triathlet
- Bever, Arnold de (1509–1557), Dompropst in Münster
- Bever, Hermann (1845–1912), deutscher Maler, Konservator und Galeriedirektor
- Bever, Johann Daniel (1790–1860), deutscher Fabrikant und Politiker
- Bever, Karl (1843–1930), Arzt
- Bever-Mohr, Walther (1901–1955), deutscher Filmamateur und Präsident des Bundes der deutschen Filmamateure (BDFA) (1952–1955)
- Beverage, Harold Henry (1893–1993), US-amerikanischer Elektrotechniker
- Bevere, John (* 1959), US-amerikanischer christlicher Evangelist, evangelikaler Lehrer und BuchautorJohn Bevere (* 1959)

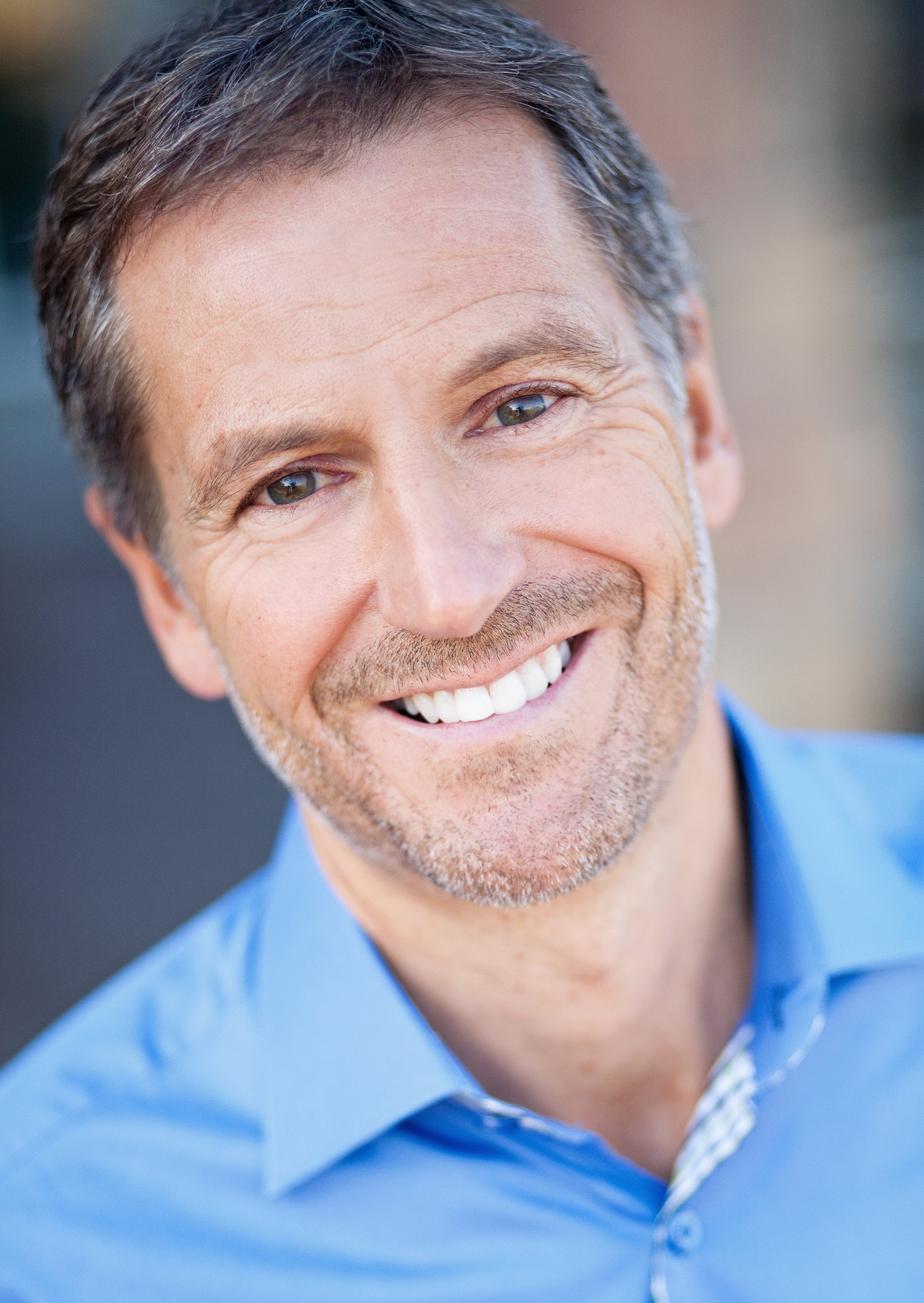
John Bevere (* 1959)

- Beveren, Charles van (1809–1850), flämischer Maler
- Beveren, Jan van (1948–2011), niederländischer Fußballtorhüter
- Beveren, Tim van (* 1961), deutscher Journalist, Sachbuchautor, Regisseur und Pilot
- Beveren, Wil van (1911–2003), niederländischer Sprinter und Sportjournalist
- Beverfjord, Alexandra (* 1977), norwegische Journalistin und Autorin
- Beverfoerde, Hedwig von (* 1963), deutsche Politikerin (CDU), Aktivistin bei verschiedenen Initiativen
- Beverförde zu Stockum, Christoph Friedrich von (1710–1790), Domherr in Osnabrück
- Beverförde zu Stockum, Nikolaus Hermann von (1708–1787), Domherr in Osnabrück und Geheimer Rat
- Beverförde zu Werries, Bernhard Engelbert von (1608–1690), Domkellner und Assessor der Landespfennigkammer
- Beverförde zu Werries, Bernhard von († 1636), Domherr in Münster
- Beverförde zu Werries, Friedrich Christian von (1702–1768), Staatsminister in Preußen
- Beverförde-Werries, Bernhard Engelbert Christian von (1665–1705), Amtsträger und Beamter in Diensten des Hochstifts Münsters
- Beveridge, Albert J. (1862–1927), US-amerikanischer Politiker
- Beveridge, Allison (* 1993), kanadische Radrennfahrerin
- Beveridge, Annette (1842–1929), britische Orientalistin
- Beveridge, Bill (1909–1995), kanadischer Eishockeytorwart
- Beveridge, Darren (* 1992), schottischer Dartspieler
- Beveridge, John Lourie (1824–1910), US-amerikanischer Politiker
- Beveridge, Ryan (* 1971), US-amerikanischer Filmkomponist
- Beveridge, William Henry (1879–1963), britischer Ökonom und Politiker der liberalen Partei
- Beverley, James R. (1894–1967), US-amerikanischer Politiker
- Beverley, Nick (* 1947), kanadischer Eishockeyspieler, -trainer, -funktionär und -scout
- Beverley, Patrick (* 1988), US-amerikanischer BasketballspielerPatrick Beverley (* 1988)

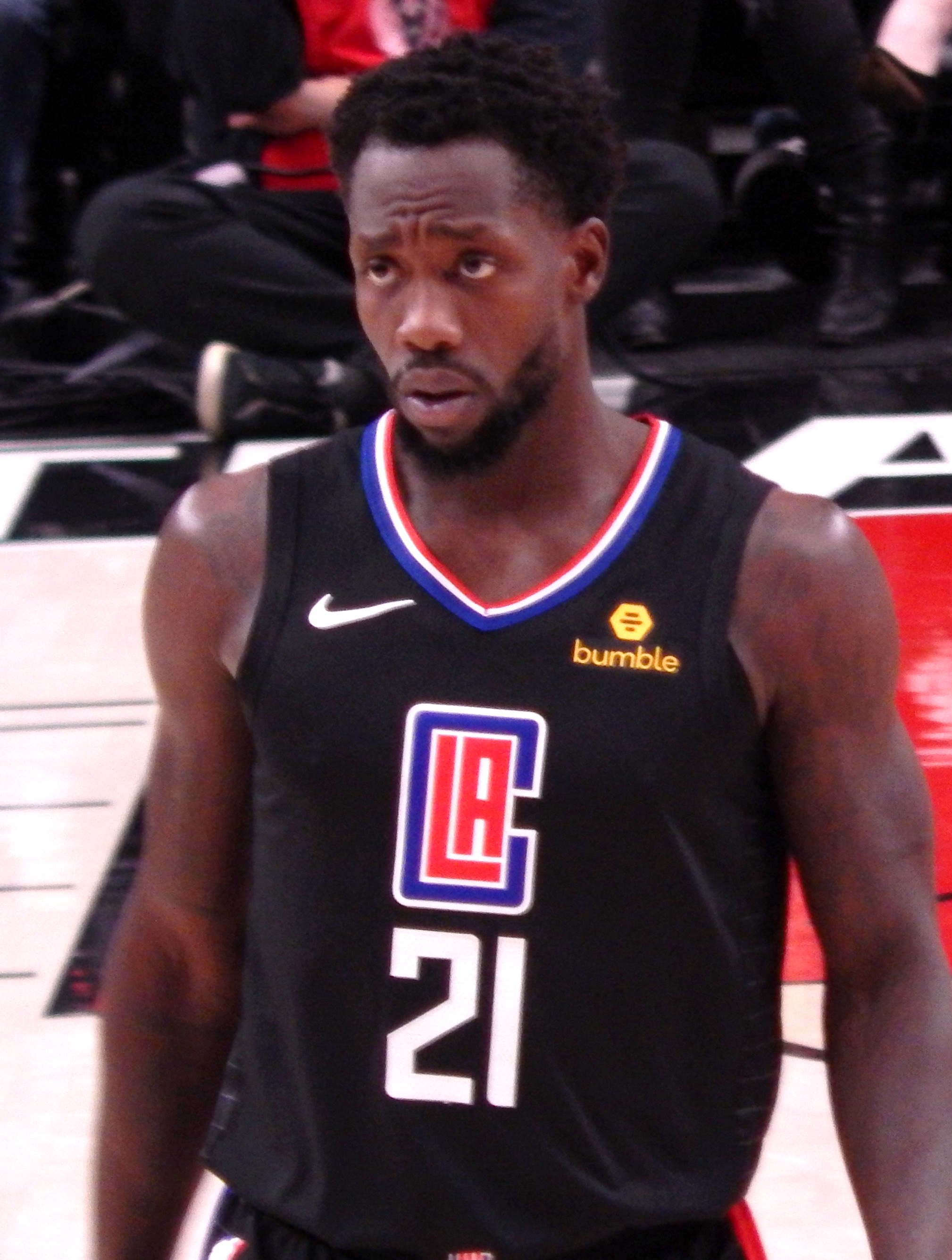
Patrick Beverley (* 1988)

- Beverley, Robert († 1726), amerikanischer Historiker
- Beverly, Arthur (1822–1907), neuseeländischer Uhrmacher, Mathematiker und Astronom
- Bevern, Claus von, niederländischer Kapitän und kurbrandenburgischer Geschwaderkommodore
- Bevern, Ernst von, Domherr in Münster
- Bevern, Heinrich von († 1608), Domherr in Münster und Domkantor in Osnabrück
- Bevern, Johannes von († 1478), Domherr in Münster
- Bevern, Maximilian von, Domherr in Münster
- Bevern, Nikolaus von († 1484), Domherr in Münster
- Bevern, Wennemar von († 1475), Domherr in Münster
- Beverningh, Hieronymus van (1614–1690), niederländischer Diplomat und Bürgermeister
- Bevers, Jürgen (1946–2019), deutscher Journalist und Hörspielautor
- Bevers, Lennart (* 1993), deutscher Volleyball- und Beachvolleyballspieler
- Beverungen, Klaus (* 1951), deutscher Fußballspieler
- Beves, Percival Scott († 1924), britischer Brigadegeneral

### Bevi
- Beviacqua, Giuseppe (1914–1999), italienischer Langstreckenläufer
- Bevier, Gisela, deutsche Politikerin, ehemalige Oberbürgermeisterin von Weißenfels
- Bevier, Stefan (1958–2018), deutscher Dirigent, Musiker und Konzertveranstalter
- Bevilacqua, Alberto (1934–2013), italienischer Schriftsteller, Drehbuchautor und Filmregisseur
- Bevilacqua, Alfredo (1874–1942), argenischer Tangokomponist und -pianist
- Bevilacqua, Aloysius (* 1616), italienischer Geistlicher, Lateinischer Titularpatriarch von Alexandria
- Bevilacqua, Anthony Joseph (1923–2012), US-amerikanischer Geistlicher, römisch-katholischer Erzbischof von Philadelphia und Kardinal
- Bevilacqua, Antonella (* 1971), italienische Hochspringerin
- Bevilacqua, Antonio (1918–1972), italienischer Radrennfahrer
- Bevilacqua, Bonifazio (1571–1627), italienischer Kardinal und Bischof
- Bevilacqua, Cristiano (* 1983), italienischer Badmintonspieler
- Bevilacqua, Ettore (1918–1979), italienischer Schauspieler
- Bevilacqua, Gian Carlo (1775–1849), venezianischer Maler
- Bevilacqua, Giovanni Ambrogio, italienischer Maler
- Bevilacqua, Giulio (1881–1965), italienischer Geistlicher, Kardinal der römisch-katholischen Kirche
- Bevilacqua, Jeff (* 1979), luxemburgischer Basketballspieler
- Bevilacqua, Luca Antonio, italienischer Latinist, Italianist und Lexikograf
- Bevilacqua, Matteo (1769–1821), italienischer Flötist und Gitarrenvirtuose
- Bevilacqua, Octávio (1887–1959), brasilianischer Musikwissenschaftler und -pädagoge
- Bevilacqua, Peri (1899–1990), brasilianischer General
- Bevilaqua Costa, Fabrini (* 1986), brasilianische Fußballschiedsrichterassistentin
- Beviláqua, Clóvis (1859–1944), brasilianischer Jurist, Philosoph und Historiker
- Bevilaqua, Friedrich August (1777–1845), deutscher Generalleutnant
- Bevilaqua, Tully (* 1972), australische Basketballspielerin
- Bevill, Tom (1921–2005), US-amerikanischer Soldat, Rechtsanwalt und Politiker
- Beville, Gottlieb Ludwig von (1734–1810), preußischer Offizier, zuletzt General der Infanterie sowie Gouverneur des Fürstentums Neuenburg
- Bevin, Elway († 1638), englischer Organist, Komponist und Musiktheoretiker
- Bevin, Ernest (1881–1951), britischer Gewerkschaftsführer und Politiker (Labour Party), Mitglied des House of Commons
- Bevin, Matt (* 1967), US-amerikanischer Politiker
- Bevin, Patrick (* 1991), neuseeländischer Straßenradrennfahrer
- Beving, Joep (* 1976), niederländischer Pianist und Komponist
- Bevington, David (1931–2019), US-amerikanischer Literaturwissenschaftler und Shakespeare-Kenner
- Bevins, Kirk (* 1986), englischer Caller
- Bevis Hawton, Mary (1924–1981), australische Tennisspielerin
- Bevis, John (1695–1771), englischer Arzt und Amateurastronom
- Bevis, Leslie (* 1957), US-amerikanische Schauspielerin
- Bévis, Marie-Louise (* 1972), französische Leichtathletin
- Bevis, Michael, Geophysiker
- Bevis, Saraya-Jade (* 1992), britische WrestlerinSaraya-Jade Bevis (* 1992)

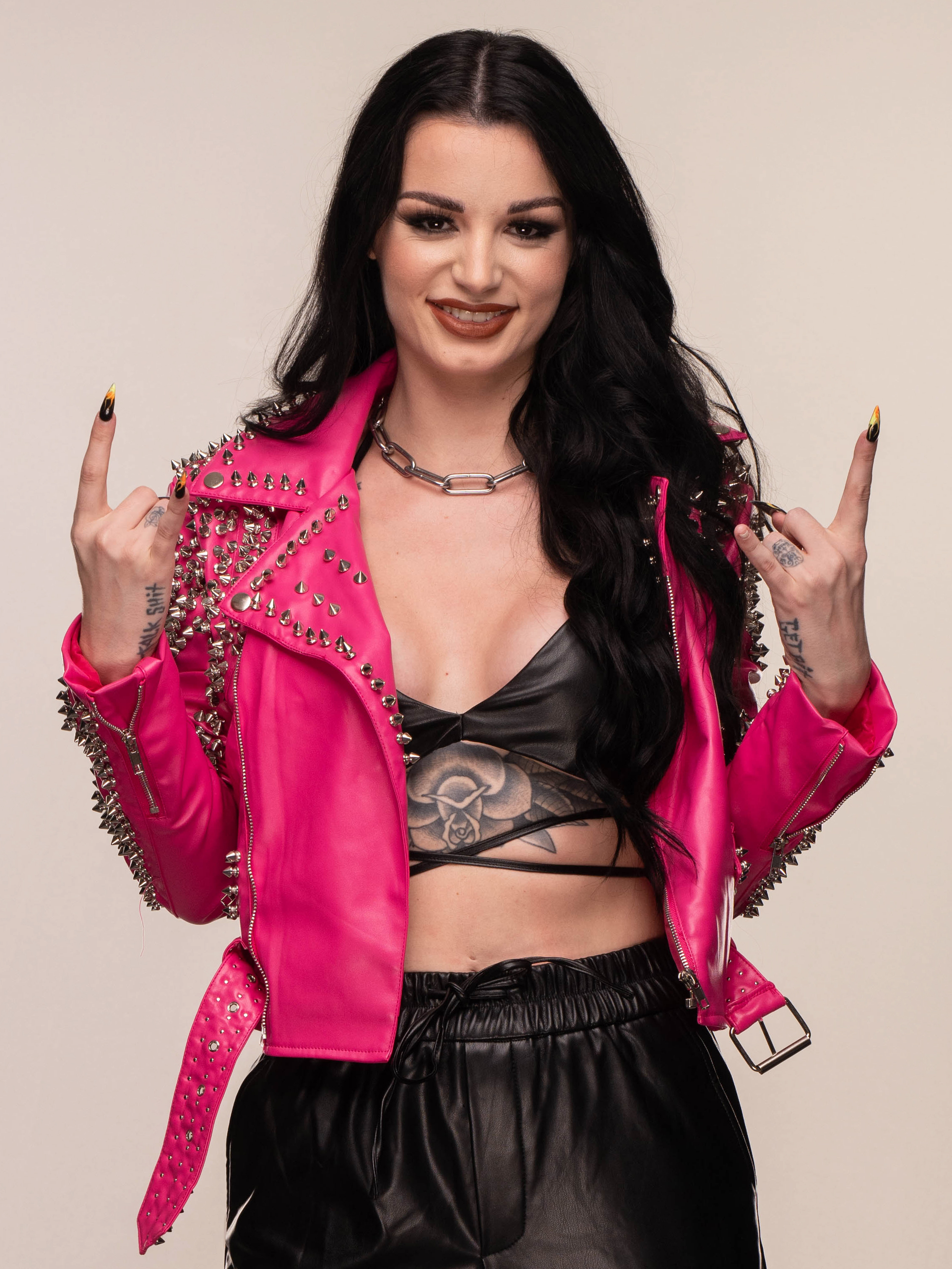
Saraya-Jade Bevis (* 1992)

### Bevk
- Bevk, France (1890–1970), jugoslawischer Schriftsteller und Politiker

### Bevo
- Bévort, Carl-Frederik (* 2003), dänischer Radsportler
- Bévort, Pernille (* 1966), dänische Jazzmusikerin (Saxophon, Flöte, Komposition)